# Modicogryllus burdigalensis
Modicogryllus burdigalensis, voorgestelde Nederlandse naam spoorkrekel, is een rechtvleugelig insect uit de familie krekels (Gryllidae). De soort behoorde vroeger tot het geslacht Eumodicogryllus, waardoor de wetenschappelijke naam Eumodicogryllus bordigalensis ook wel opduikt maar deze is verouderd.

## Kenmerken
De krekel heeft een bruine kleur met een duidelijk getekende kop, de ogen zijn donker en hiertussen loopt een donkere tot zwarte band aan de bovenzijde. Aan de voorzijde hiervan is een gele dwarsstreep aanwezig. Aan de achterzijde van de kop is een vlekkerige tekening te zien die in het midden enkele lichtere lengtestrepen heeft. Er is echter veel variatie en zowel kortgevleugelde als langgevleugelde exemplaren komen voor. Vrouwtjes zijn te herkennen aan de donkere legboor of ovipositor die aan de achterzijde gelegen is tussen de gepaarde achterlijfsaanhangsels. Deze twee aanhangsels worden wel cerci genoemd, en wijzen enigszins zijwaarts. De ovipositor echter steekt recht naar achteren.

## Verspreiding
De krekel komt oorspronkelijk voor in zuidelijke delen van Europa, maar duikt af en toe op in oostelijke en westelijke delen, zoals in zuidelijk Tsjechië in 2004. Hier werden tien mannetjes aangetroffen langs het spoor in de gemeente Novosedly.

### In Nederland
In Nederland wordt de soort sinds in 2010 aangetroffen in Ede, eveneens langs het spoor. De krekel heeft een voorkeur voor een biotoop dat een substraat heeft bestaande uit grind, wat het voorkomen langs het spoor verklaart. Het is niet bekend of de krekel is geïntroduceerd met het grind dat gebruikt wordt om spoorbanen te versterken, met een trein is meegereisd of op eigen kracht in Nederland terecht is gekomen. Door biologen wordt vanwege de voorkeur voor spoorterreinen als Nederlandse naam spoorkrekel voorgesteld. Na de ontdekking in Ede is de krekel ook waargenomen op verschillende andere plekken in Nederland, waaronder Wageningen en Rotterdam, ook op plekken die niet in de buurt van treinspoor liggen.

### In België
In België werd de soort in de zomer van 2018 aangetroffen in de Oost-Vlaamse gemeenten Hamme en Kruibeke.

## Levenswijze
Modicogryllus burdigalensis heeft zich gespecialiseerd in zonnige, drogere en stenige omgevingen zoals grindbanken en spoordijken. Een vergelijkbare soort, die echter tot de kortsprietigen (sprinkhanen) behoort, is de kiezelsprinkhaan (Sphingonotus caerulans).
De zang bestaat uit een typisch krekelachtig getsjirp onderbroken door korte ratelgeluiden die lager van toon zijn, zie voor een opname de externe links. Alleen de mannetjes zingen, de vrouwtjes gebruiken het geluid om de mannetjes te lokaliseren.